# جوقان بزرگ
جوقان بزرگ یکی از روستاهای استان آذربایجان شرقی است که در دهستان اوجان غربی بخش مرکزی شهرستان بستان‌آباد واقع شده‌است.این روستا ۸۶۰ نفر جمعیت دارد.
قدمت این روستا بر اساس برخی شواهد و طبق برخی کتب تاریخی احتمالا بیش از۲۰۰۰ سال میباشد؛محل روستا چندین بار در طول تاریخ تغییر یافته که آخرین تغییر مکان طی دو دهه ی گذشته اتفاق افتاده که ۶۰ درصد از روستا به سمت جنوب شرق و کنار جاده تغییر مکان داده و خرابه‌های باقی‌مانده از این جابجایی در قسمت‌های شمالی و غربی روستا مشهود است.
روستاهای همجوار در قسمت شمال سیسان، شمال شرق باشسیز اوجان،شرق جوقان کوچک، جنوب شرق اسب آباد،جنوب تنور آغاج( تندر آغاج)، جنوب غرب حصار  و غرب روستای نهر می‌باشد.
مهمترین شغل اهالی دامپروری و کشاورزی است.عمده محصولات کشاورزی شامل سیب زمینی، گندم، جو، نخود و عدس است.
یونجه نیز جهت چرای دام‌ها و ذخیره خوراک زمستان گاو و گوسفندان کشت می‌شود.
از مهمترین رسوم این روستا در دهه ی محرم علم گردانی است که مهمانان زیادی از شهرها و روستاهای همجوار و حتی سایر استان‌ها برای دیدن آن و اهدای نذورات خود به روستا می آیند.